# Liste des cathédrales d'Iran
Cet article recense les cathédrales d'Iran.

## Liste
- Cathédrale Saint-Sauveur à Ispahan (Église apostolique arménienne)